# اسکات پارکر
اسکات متیو پارکر (انگلیسی: Scott Matthew Parker؛ زادهٔ ۱۳ اکتبر ۱۹۸۰) بازیکن سابق و مربی فوتبال اهل کشور انگلستان است.
پارکر در ژوئن ۲۰۱۷ در سن ۳۶ سالگی از دنیای فوتبال خداحافظی کرد.